# Lusomoçambiquesos
Els lusomoçambiquesos (portuguès luso-moçambicanos) són persones de Moçambic descendents dels colons portuguesos.

## Història
Els exploradors portuguesos van arribar a l'actual Moçambic i les altres dues nacions PALOP (Angola i Guinea Bissau) per endur-se esclaus negres a Portugal abans de portar-los a treballar per les seves plantacions a les seves colònies a Amèrica Llatina], actualment anomenades Brasil. Les primers comunitats permanents portugueses a la regió es van establir al segle xvi. Tota la regió es dividia en prazos (finques agrícoles), habitades per famílies de colons portuguesos en el segle xvii. Moçambic va ser declarada província portuguesa en el segle xix. A principis del segle xx, el govern continental va permetre més emigració i assentaments blancs a la regió, i Moçambic va arribar a tenir 370.000 colons portuguesos en la dècada de 1960, el que van millorar la seva economia. Va ser durant el govern d'António de Oliveira Salazar que centenars de milers de ciutadans portuguesos van marxar a altres països, especialment a les veïnes Rhodèsia i Sud-àfrica, així com a Brasil i als Estats Units. Els negres i alguns mestiços i blancs es van rebel·lar contra el domini portuguès en 1974.
El retorn a la democràcia liberal a Portugal va conduir a la independència de les seves colònies d'ultramar el 1975. El juliol del 1975 al voltant de 80.000 lusomoçambiquesos dels 250.000 que hi vien a començament de 1970 van deixar el país. Dels 80.000 només al voltant de 10.000 van optar per la ciutadania de Moçambic en lloc de la ciutadania portuguesa. Els factors més decisius per a la preferència per l'emigració dels blancs segons diplomàtic estatunidenc William Jacobsen va ser una "combinació dels metges que surten sense més ni més, les normes de caiguda en picat de l'atenció mèdica ... i la incertesa sobre la disposició del país per permetre que els ciutadans de Moçambic a abandonar el territori nacional."
Poc després van emigrar un gran nombre de residents portuguesos, la majoria d'ells a Portugal, on van ser anomenats retornados, mentre que altres es van traslladar a les veïnes Malawi, Rhodèsia o Sud-àfrica, i/o al Brasil i als Estats Units. El llegat més notable dels colons portuguesos de Moçambic a Àfrica del Sud és Nando's, creada en 1987, que va incorporar influències dels antics colons portuguesos de Moçambic, molts dels quals s'havien assentat a la part sud-oriental de Johannesburg, després de la independència de Moçambic el 1975.
Entre els civils portuguesos que van marxar molts van ser autoritzats a emportar-se'n una única maleta i 150 escuts, amb tots els materials d'ús domèstic que quedaven en les seves respectives cases. A tots els restants 'colons portuguesos' el govern els va donar 3 mesos per a optar per la ciutadania de Moçambic i unir-se al FRELIMO o marxar. Moltes persones volien quedar-se i ser de Moçambic, però no volien unir-se al partit comunista. Això va causar greus problemes i molts no van tenir una altra opció que marxar. Posteriorment es va publicar a molts diaris i utilitzat pels polítics de Moçambic com que "Els blancs van abandonar el país". Això no és correcte i no és el que va passar. Milers més de portuguesos deixarien el país durant la subseqüent guerra civil, la majoria d'ells van fugir a Sud-àfrica, Swazilàndia, o a Portugal.
Quan el 1996 es va fundar la Comunitat de Països de Llengua Portuguesa, molts portuguesos i portuguesos brasilers van enviar ajuda econòmica i educativa a Moçambic. Ells han ajudat a augmentar la fluïdesa en portuguès, especialment a llocs rurals remots, i a millorar l'economia, de manera que el metical té un gran valor de canvi amb l'euro. Molts d'ells han adoptat el país com la seva llar permanent. Molts colons portuguesos més han tornat de Portugal, segons l'ambaixada l'ambaixada de Moçambic al voltant de 6.000.

## Idioma
El portuguès és la llengua oficial i la llengua franca de Moçambic. El seu dialecte anomenat portuguès moçambiquès està més a prop del portuguès europeu estàndard que el portuguès brasiler. Entre ells també parlen alguna de les principals llengües bantus (com xitsonga, makhuwa i el dialecte ndau del xona) com a segona llengua. Molts lusomoçambiquesos educats parlen anglès, ja que és una llengua franca internacional i Moçambic és membre de la Commonwealth.

## Notables lusomoçambiquesos
- Mia Couto, escriptor
- Tasha de Vasconcelos, model mozambiquesa-canadenca
- Carlos Cardoso, periodista assassinat
- Teresa Heinz
- João Paulo Borges Coelho, historiador i novel·lista
- Joao Ribeiro
- Amavel Pinto
- Otelo Saraiva de Carvalho, líder de la revolució dels clavells